# Разпръснати острови
Разпръснатите острови (на френски: Îles éparses de l'océan indien) са владение на Франция в Индийския океан. Състоят се от пет острова – Басас да Индия, Европа, Хуан де Нова, Глориосо и Тромлен. Френското правителство ги е обявило за природни резервати. На всички, с изключение на Басас да Индия, има изградени метеорологични станции за наблюдението на атмосферните процеси в района на Мадагаскар, Реюнион и Мавриций. От 21 февруари 2007 г. Разпръснатите острови са подчинени на териториалната единица Френски южни и антарктически територии.

## Басас да Индия
Остров Басас да Индия (на френски: Bassas da India) е необитаем остров в Индийския океан. Намира се в южната част на Мозамбикският проток, на половината път между Мозамбик и Мадагаскар. Връх на вулкан изграден изцяло от коралови рифове и вулканични скали. Островът има почти кръгла форма. Лагуната е свързана с морето чрез два плитки протока в северната и североизточната си част. Площ – 0,2 km², което го прави най-малката зависима територия.Географски координати – 21°30′ ю.ш. 39°50′ и.д. Дължина на бреговата ивица – 35,2 км. Най-висока точка – 2,4 м. Климатът е тропически.
Под френско управление остров Басас да Индия е от 1897 г. От 1986 г. е под административното управление на френския върховен комисар за Реюнион. Към острова отдавна претенции предявява и Мадагаскар.
Островът се намира под постоянна опасност от наводнение, поради високите приливи и ниското си ниво. Няма изградена никаква инфраструктура, с изключение на няколко котвени стоянки. Не притежава никакви природни ресурси.

## Европа
Остров Европа (на френски: Île Europa) е необитаем остров в Индийския океан. Намира се в Мозамбикският проток. Разположен е почти на еднакво разстояние между южен Мадагаскар и южен Мозамбик. Площ – 28 km². Географски координати – 22°20′ ю.ш. 40°22′ и.д. Дължина на бреговата ивица – 22,2 km.
Под френско управление островът е от 1897 г. Към острова претенции предявява и Мадагаскар. На острова е разположен малък френски военен гарнизон. Построена е метеорологична станция и самолетна писта с дължина 1000 м.
Островът е покрит с мангрови гори. Обявен е от френското правителство за природен резерват. Няма изградена инфраструктура, с изключение на няколко котвени стоянки. Не притежава никакви природни ресурси.

## Глориосо
Остров Глориосо (на френски: Îles Glorieuses) е необитаем остров в Индийския океан. Намира се северозападно от Мадагаскар. Площ – 5 km². Географски координати – 11°30′ ю.ш. 47°20′ и.д. Най-висока точка – 12 м. Състои се от два, гъстообрасли с растителност, коралови острова – Ил Глориосо и Ил дю Ли и три малки скалисти островчета – Саут рок, Верт рок и Рек рок. Климат – тропически.
Под френско управление островът е от 1892 г. Към острова претенции предявяват Сейшелските острови и Мадагаскар.
На централния остров е разположен малък френски военен гарнизон, който обслужва метеорологична и радиостанция. Има изградена самолетна писта и няколко котвени стоянки.
Островът е покрит почти изцяло с гъста тропическа растителност и кокосови палми.

## Хуан де Нова
Остров Хуан де Нова (на френски: Île Juan de Nova) е необитаем остров в Индийския океан. Намира се в Мозамбикският проток, на половината път между Мозамбик и Мадагаскар. Площ – 4,4 km². Географски координати – 17°03′ ю.ш. 42°45′ и.д. Носи името на португалския изследовател Жоао да Нова.
Островът се намира под юрисдикцията на френския върховен комисар за Реюнион. Към острова претенции предявява и Мадагаскар.
На острова е разположен малък френски военен гарнизон от 15 души, който обслужва метеорологична станция. Няма изградена инфраструктура, с изключение на няколко котвени стоянки, малко летище с писта дълга 1000 м.
90% от острова е покрита с гъста тропическа растителност. Беден на природни ресурси. Годишно се добиват около 12 000 т. гуано и други минерални торове.

## Тромлен
Остров Тромлен (на френски: Île Tromelin) е необитаем остров в Индийския океан. Намира се източно от Мадагаскар. Географски координати – 15°52′ ю.ш. 54°25′ и.д. Най-висока точка – 7 м. Обявен е от френското правителство за природен резерват.
Островът е открит от французите през 1776 г. Намира се под юрисдикцията на френския върховен комисар за Реюнион, но не е част от администрацията му. Към острова претенции предявява Мавриций.
На острова е разположена метеорологична станция, обслужвана от малък френски военен гарнизон. Няма изградена инфраструктура, с изключение на няколко котвени стоянки и малко летище с писта дълга 914 м.